# Задача про два конверти

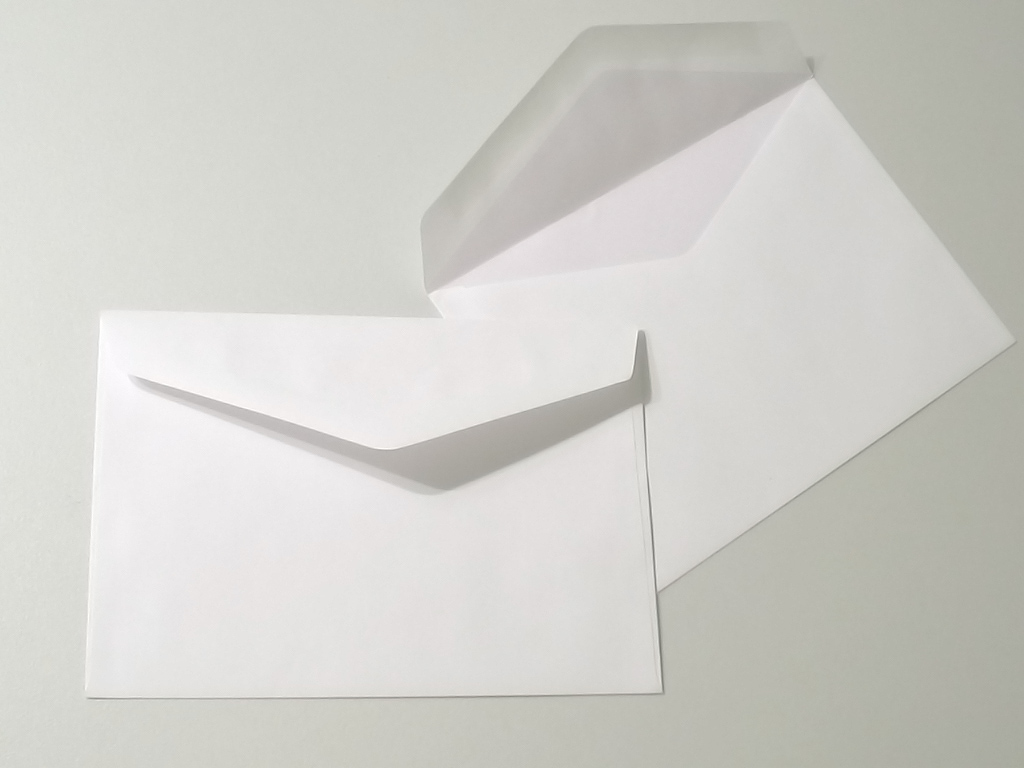

Задача про два конверти (парадокс двох конвертів) — відомий парадокс, що демонструє як особливості суб'єктивного сприйняття теорії ймовірності, так і межі її використання. У вигляді двох конвертів цей парадокс з'явився в кінці 1980-х років, хоча різноманітні формулювання відомі математиці з першої половини ХХ століття.

## Формулювання
Є два однакові конверти з грошима. В одному міститься сума вдвічі більша, ніж в іншому. Величина цієї суми невідома. Конверти дають двом гравцям. Кожен з них може відкрити свій конверт і перерахувати гроші. Після цього гравці мають вирішити: чи варто обміняти свій конверт на чужий?
Обидва гравці міркують так. Я бачу в своєму конверті суму {\displaystyle X}. У чужому конверті може міститись {\displaystyle 2X} або {\displaystyle {\frac {X}{2}}}. Тому, якщо я обміняю конверт, то в мене в середньому буде {\displaystyle \left(2X+{\frac {X}{2}}\right)/2={\frac {5}{4}}X}, тобто більше ніж зараз. Отже, обмін — вигідний. Однак, обмін не може бути вигідним для обох гравців. Де в їх міркуваннях знаходиться помилка?

## Історія
В 1953 році бельгійський математик Моріс Крайчик запропонував схожу задачу на прикладі двох краваток.

«Кожен з двох людей стверджує, що його краватка гарніша. Щоб розв'язати цю суперечку, вони звертаються до третьої людини — судді. Переможець має подарувати переможеному свою краватку, для втіхи. Обоє міркують так: „Я знаю скільки коштує моя краватка. Я можу програти її, але можу й виграти гарнішу, тому в цій суперечці перевага на моєму боці“. Як в одній грі перевага може бути на боці кожного з гравців?»

Крайчик стверджує, що симетрія в грі є, але припускає неправомірність використання ймовірності 1/2 при обчисленні середнього доходу:

«З погляду обох гравців, гра симетрична і кожен має однакову ймовірність виграти. Однак, імовірність не є об'єктивним фактом і залежить від знання умови задачі. В цьому випадку розумно не намагатись оцінювати ймовірність.»

Задача стала популярною завдяки Мартіну Гарднеру, який описав її в 1982 році під назвою «Чий гаманець товщий?». Ґарднер погоджувався з Крайчиком у тому, що гра «чесна» (симетрична), і в тому, що гра не може бути одночасно вигідна обом сторонам, а також у тому, що міркування гравців виглядають сумнівно:

«Чи може одна і та ж гра бути „вигіднішою“ для кожного з двох партнерів? Ясно, що не може. Чи не виникає парадокс через те, що кожен гравець помилково вважає, начебто його шанси на перемогу та поразку однакові?»

Однак, Гарднер відмічає також, що докладного математичного розбору задачі Крайчик не зробив:

«На жаль, це не каже нам нічого про те, де саме в міркуваннях двох гравців ховається помилка. Як би ми не старались, нам так і не вдалося знайти просте і задовільне розв'язання парадоксу Крайчика.»

Пізніше задача мала назви «парадокс двох скриньок», «парадокс двох кишень», «парадокс обміну» і т. д.
Новий інтерес до парадоксу виник після опублікування в журналі Journal of Economic Perspectives статті Баррі Нейлбаффа з переліком ряду парадоксів теорії ймовірності. Після отримання безлічі відгуків на цю публікацію, він підготував іншу статтю «Чужий конверт — завжди зеленіший» («The Other Person's Envelope is Always Greener»), присвячену безпосередньо задачі про конверти. В запропонованому ним формулюванні є два конверти:

«В один конверт поміщають деяку суму грошей, невідому іншим, і цей конверт віддають Алі. Потім таємно підкидають монету. Якщо випадає орел, у другий конверт вкладають суму вдвічі більшу, ніж у першому. В протилежному випадку в другий конверт вкладають суму вдвічі меншу. Цей конверт віддають Бабі. Алі і Баба можуть відкрити свої конверти, не кажучи одне одному суми, які вони там бачать. Після цього вони можуть (за спільною згодою) обмінятись конвертами.
Припустимо, що Алі бачить в своєму конверті 10 $. Алі припускає, що в конверті у Баби з однаковою ймовірністю можуть бути 5$ або 20$. В цьому випадку обмін конвертами приносить Алі 2,5 $ (або 25 %). Аналогічно Баба вважає, що в конверті у Алі ймовірно міститься сума в 2 рази більша, або менша, ніж {\displaystyle x}, що є в нього. Тому при обміні конвертами, він отримує {\displaystyle (-0{,}5x+x)/2=0{,}25x}.
Таким чином, Баба також очікує отримати в середньому 25 % доходу, у порівнянні з сумою в своєму конверті. Однак, це є парадоксальним. Обмін конвертами не може бути вигідним обом учасникам. Де помилка в їхніх міркуваннях?»

Модифікація Нейлбаффа умови задачі і запропоновані ним розв'язки дозволили пояснити багато чого по суті парадоксу. Однак, підкидання монетки після наповнення першого конверту помітно змінювало початкову симетрію капіталів гравців. При розв'язуванні акцент зміщувався на доведення нерівноцінності початкових умов у відношенні до Баби в порівнянні з Алі. Тому надалі з умови задачі зникла монетка, за допомогою якої в Нейлбаффа визначався вміст другого конверту.
Нині найвідоміша і викликає найбільший інтерес у математиків ідеально симетрична постановка з конвертами, що зовні не відрізняються, мають меншу і вдвічі більшу суму, причому один із конвертів можна відкрити раніше, ніж почати міркування про вигідність обміну.

## Розв'язання парадоксу
Помилка полягає в тому, що при розрахунку визначається середнє значення, а це некоректно, оскільки середнє можна рахувати, тільки маючи обидва конверти, а не один із них.
З точки зору Нейлбаффа, перше задовільне пояснення його задачі навів Санді Забелл у статті «Збитки та доходи: парадокс обміну». Дещо переформулювавши, Нейлбафф пише:

«Баба вважає, що сума, яку він бачить, не має значення, в силу того, що в його конверті більша сума. Це означає, що Баба думає, що ймовірність того, що сума в його конверті більша, є 1/2 незалежно від побаченої суми. Це істинне лише тоді, коли кожне значення від 0 до нескінченності рівноймовірне, шанс кожного значення має нульову ймовірність. Тоді в кожного результату нульовий шанс. А це — нонсенс.»

## Формальна аргументація
Позначимо через {\displaystyle f(x)} ймовірність того, що в конверті Алі міститься сума x. Коли Баба спостерігає в своєму конверті суму X, умовна ймовірність того, що Алі в своєму конверті має 2X, рівна : {\displaystyle P(A=2X|B=X)={\frac {f(2X)}{f(X/2)+f(2X)}}.}. У формулюванні задачі Баба вважає, що ця ймовірність рівна 1/2 незалежно від того, яку суму X він бачить у своєму конверті. Тому {\displaystyle f(X/2)=f(2X)} для всіх {\displaystyle X>0}.
Це означає, що {\displaystyle f(x)} стала на інтервалі від 0 до нескінченності. Однак, такої ймовірності, рівномірної на всій дійсній півосі, бути не може. Якщо ймовірність додатна і стала всюди, то сума ймовірностей дорівнює нескінченності, що неможливо. Отже, початкове припущення парадоксу (рівноймовірність {\displaystyle 2X} та {\displaystyle {\frac {X}{2}}}) не реалізується.
Все значно простіше. Проблема витікає з того, що ми трактуємо, як відоме, а що ні.
У формулюванні з конвертами, у яких УЖЕ є гроші, ми знаємо, що в одному конверті сума {\displaystyle x}, а в іншому {\displaystyle 2x}. Тримаючи в руках конверт, кожен гравець знає, що в цьому конверті одна з цих сум із імовірністю {\displaystyle p_{1}=p_{2}=0.5}. Відповідно математичне сподівання зміни конверту: {\displaystyle M=p_{1}(x-2x)+p_{2}(2x-x)=0} для обох гравців. Суперечності немає.
У формулюванні з підкиданням монети, в першому конверті сума {\displaystyle 2x}. В другому конверті з імовірністю {\displaystyle p_{1}=p_{4}=0.5} суми {\displaystyle x} або {\displaystyle 4x}. Математичне сподівання гравців:
{\displaystyle M_{1}=p_{1}(x-2x)+p_{4}(4x-2x)=0.5x}
{\displaystyle M_{2}=p_{1}(2x-x)+p_{4}(2x-4x)=-0.5x}

І тут також немає суперечності. Але обмін вигідний тільки для Алі!
1. ↑  
Maurice Kraitchik. La mathématique des jeux! — 1953.
2. 1 2 3 4  Nalebuff B. Puzzles. The Other Person’s Envelope is Always Greener :  [англ.] // Journal of Economic Perspectives. — 1989. — Vol. 3, № 1. — P. 171—181.[недоступне посилання з вересня 2018]
3. ↑  
Гарднер М. А ну-ка, догадайся! — М. : Мир, 1984. — С. 139. — 214 с. — 100 000 екз.
4. ↑  Nalebuff B. Puzzles: Cider in Your Ear, Continuing Dilemma, The Last Shall Be First, and More :  [англ.] // Journal of Economic Perspectives. — 1988. — Vol. 2, № 2. — P. 149—156.
5. ↑  Mark D. McDonnell, Derek Abbott. Randomized switching in the two-envelope problem : [арх. 11 травня 2015] :  [англ.] // Proc. R. Soc. A. — 2009.
6. ↑  Zabell S. Proceedings of the Third Valencia International Meeting :  [англ.] // Clarendon Press, Oxford. — 1988. — P. 233–236.